# Jean Dolidier

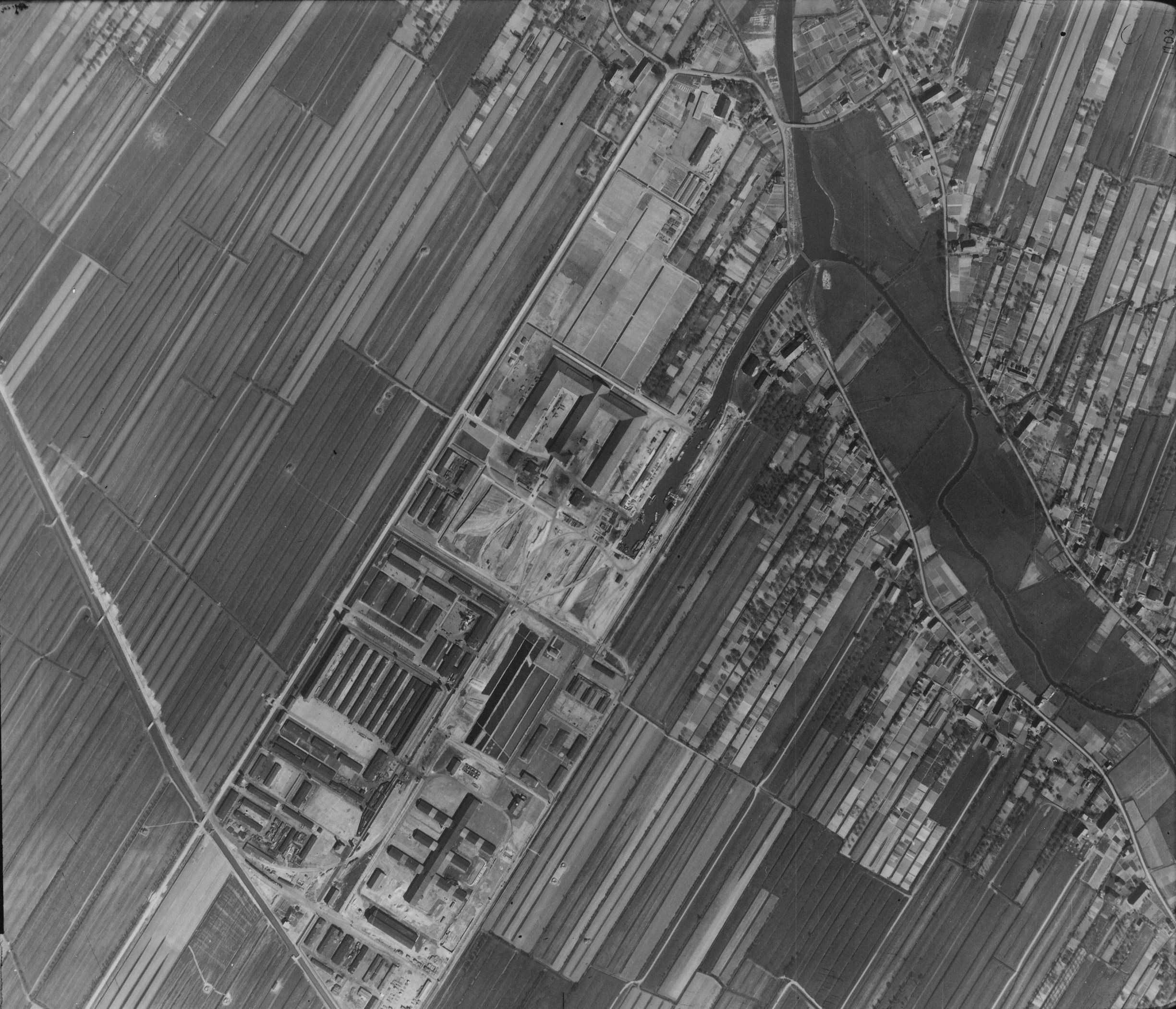
Campo de concentración de Neuengamme en 1945

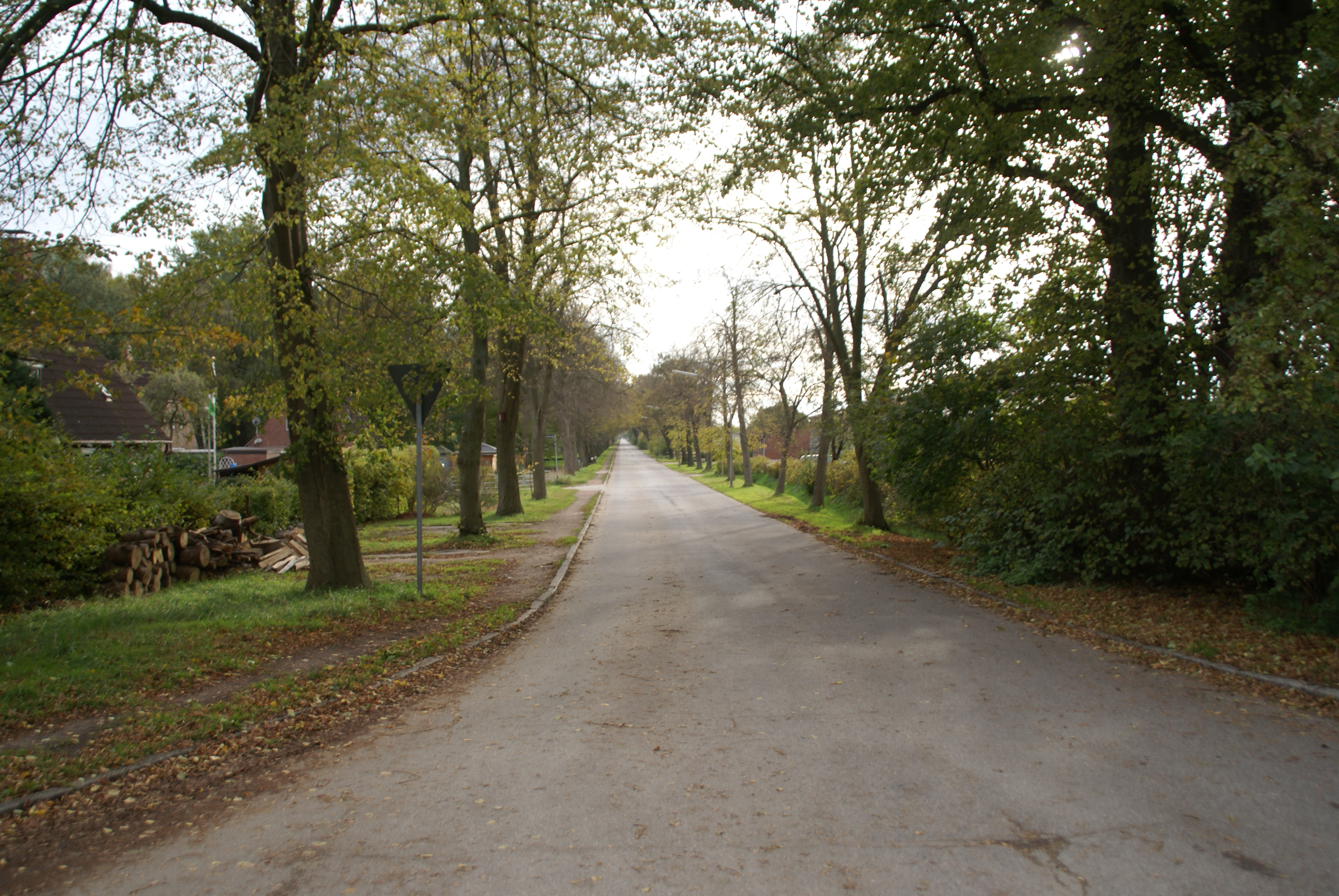
Calle Jean-Dolidier en Neuengamme

Jean-Aimé Dolidier (* 30 de abril de 1906; † 1971) fue un sindicalista francés y sobreviviente prisionero del campo de concentración de Neuengamme en Hamburgo.

## Vida
Dolidier fue capturado en 1943 como combatiente de la Résistance. Estuvo encarcelado en diciembre de 1943 en la Ciudadela de Sisteron y en enero de 1944 en el Campo de prisioneros de Voves, antes de ser deportado al campo de concentración de Neuengamme.
Fue miembro fundador y presidente de la Amicale Internationale de Neuengamme. Las Amicales eran asociaciones de ex prisioneros que se formaron como comités bajo el nombre de sus respectivos campos de concentración en varios lugares a partir de 1945. Dolidier también formó parte de la comisión memorial que en 1953 inició la instalación de una primera columna conmemorativa, sentando así las bases para el futuro memorial del campo de concentración Neuengamme. Este se ubicó en el sitio del antiguo vivero del campo, donde las SS esparcían las cenizas de los quemados en el crematorio como fertilizante.

## Honores
En Pierrefitte-sur-Seine, Francia, desde 1971 existe un centro de salud comunal que lleva su nombre. Desde 1986, la calle Jean-Dolidier-Weg en Neuengamme fue renombrada en su honor. Originalmente se llamaba Neuengammer Heerweg y era el camino de acceso al antiguo campo de concentración y actual memorial Neuengamme.